# Viaje de Anson alrededor del mundo

Ruta del HMS Centurion bajo el mando de George Anson.

El viaje de Anson alrededor del mundo es el viaje que dirigió el comodoro George Anson al frente de una escuadra de ocho barcos de la Royal Navy que tenía por misión desorganizar o capturar las posesiones de España en el Pacífico, mientras Gran Bretaña estaba en guerra con España en 1740. De regreso en Inglaterra en 1744, vía China y tras haber completado una circunnavegación, el viaje se caracterizó por la captura del galeón de Acapulco y también por las terribles pérdidas por enfermedad sufridas, con solo 188 supervivientes de los 1.854 tripulantes que habían partido.

## Antecedentes
En 1739, las riquezas que España derivaba del Nuevo Mundo eran bien conocidas en toda Europa. Enormes cantidades de plata eran enviadas desde el Perú, atravesaban el istmo de Panamá y se cargaban en otro barco en el puerto de Portobelo con destino a España. Otros barcos transportaban mercancías lujosas desde Manila a Acapulco desde donde eran llevadas a Veracruz y cargadas junto con la plata mexicana. Las posesiones en el Caribe proporcionaban a España azúcar, tabaco, colorantes y especias. 
Gran Bretaña había negociado un tratado que permitía a la Compañía del Mar del Sur (The South Sea Company) enviar un barco comercial al año a territorio español, además de esclavos suplementarios, pero algunos barcos privados británicos, muchos operando desde Jamaica, llevaban cargamentos ilegales que los españoles trataban de interceptar. Después de numerosos incidentes y de la vieja rivalidad, el aumento de las tensiones condujo a la Guerra del Asiento (1739-48). 
Se propusieron varios planes para atacar las posesiones españolas: Edward Vernon capturó Portobelo en noviembre de 1739, con solo seis naves; un segundo escuadrón, liderado por George Anson, fue enviado a navegar por el cabo de Hornos con seis barcos de guerra y 500 soldados con unas instrucciones que podrían ser descritas como ambiciosas. Se trataba de capturar Callao, en el Perú, (el puerto que sirve a la cercana capital, Lima) y si fuese posible tomar la misma Lima también, capturar Panamá con su tesoro, apoderarse del galeón de Acapulco y dirigir una revuelta de los peruanos frente al poder colonial español. Una primera propuesta de capturar también Manila fue desechada.
Parece que un conflicto de intereses estuvo, al menos en parte, detrás de las órdenes razonables dadas a Anson por el duque de Newcastle el 28 de junio de 1740. Los ataques fueron sugeridos por Hubert Tassell y Henry Hutchinson, previamente factores (agentes) de la Compañía del Mar del Sur, que tenían información reciente e importante sobre la región que el gobierno no tenía, pero que también se beneficiarían si esa zona se abriese al comercio británico. En apoyo de esta opinión lograron que la escuadra llevase £ 15 000 en bienes comerciales. Teniendo en cuenta la duración del viaje, se esperaba que sería necesario comprar provisiones en el viaje: en los puertos amistosos, se utilizarían letras de cambio; en los puertos enemigos, donde no sería posible comprar nada, si capturaban la ciudad podrían confiscar los bienes. La relación de Tassell y Hutchison con la escuadra se vio complicada aún más al ser ellos los que proporcionaron el suministro de víveres (alimentos) y que irían en uno de los barcos para supervisar el comercio de mercancías. 
La escuadra, con sede en Portsmouth, estaba compuesta por seis barcos de guerra:
- el HMS Centurion, el barco insignia, un barco de cuarta clase fletado en 1732, de 1.005 toneladas y 43, 9 m de eslora, con 60 cañones y 400 hombres[3]);
- el HMS Gloucester [nombrado por Gloucester, la ciudad inglesa cercana a Gales], de 1737, con 853 toneladas, 50 cañones y 300 hombres;
- el HMS Severn [nombrado por el río Severn, el río más largo de Gran Bretaña], de 853 toneladas, 50 cañones y 300 hombres;
- el HMS Pearl [Perla], de 1726, con 600 toneladas, 40 cañones y 250 hombres;
- el HMS Wager [Apuesta], una sexta clase fletado en 1734, con 37 m de eslora y 599 toneladas, 24 cañones y 120 hombres;
- el HMS Tryal [Intento], de 200 toneladas, 8 cañones y 70 hombres.

Además, dos barcos mercantes, el Anna y el Industry, llevarían suministros. (El primero es a menudo mencionado como el "Anna pink" ("Ana rosa"), donde "pink" (en español, pinque) era un «pequeño velero con la popa muy reducida y un espejo de popa en voladizo» («small sailing vessel with sharply narrowed stern and an overhanging transom».) 
La provisión de 500 soldados fue una farsa. Ninguna tropa regular fue puesta a su disposición, sino 500 enfermos que debían ser recogidos en el Hospital de Chelsea. En este caso, el término inválido (invalid) se refería a los soldados que estaban demasiado enfermos, heridos o mayores para el servicio activo pero que podrían ser capaces de realizar labores menos pesadas. En cualquier caso, al saber los detalles del viaje para el que habían sido propuestos muchos pudieron escapar y solo 259 llegaron a bordo, muchos de ellos en camillas. Para hacer frente a los 241 bajas, se llevaron a bordo infantes de marina, pero se trataba de reclutas tan inexpertos que algunos de ellos todavía no habían sido entrenados en el uso de armas de fuego. 
La escuadra estaba dispuesta para partir a mediados de agosto, pero los fuertes vientos mantuvieron los barcos en puerto. Antes de dirigirse a América del Sur, Anson fue requerido para escoltar a una enorme flota de barcos de transporte y mercantes en el canal de la Mancha y el intento inicial de llegar al mar, fue abandonado mientras los barcos se golpeaban unos con otros. Por último, la flota partió de Spithead el 18 de septiembre de 1740 protegiendo un convoy de 152 barcos. 
Desafortunadamente, con las largas demoras, los agentes franceses habían logrado recoger información sobre la expedición, información que pasaron a España. En respuesta, los españoles enviaron cinco barcos de guerra al mando del almirante Pizarro al acecho, cerca de la isla portuguesa de Madeira, que era territorio neutral y el primer puerto en el que atracaría Anson.

## En el mar
La escuadra llegó a Madeira el 25 de octubre de 1740, tomando el viaje cuatro semanas más de lo normal. Los oficiales portugueses informaron de que barcos de guerra, probablemente españoles, se habían visto en el extremo occidental de la isla, así que Anson envió un barco de reconocimiento, pero regresó sin verlos. Se reaprovisionaron con urgencia extra de alimentos frescos y agua y los barcos partieron sin incidentes el 3 de noviembre. Si hubiesen contactado con la escuadra de Pizarro, la expedición podría haber terminado ya que los barcos de Anson habrían tenido que tirar por la borda la gran cantidad de provisiones que abarrotaban la cubierta y que evitarían el funcionamiento efectivo de los cañones. 
Después de tres días en el mar en el que se transfirieron los suministros, el Industry regresó el 20 de noviembre. En ese momento, los alimentos habían comenzado a pudrirse y los barcos estaban infestados de moscas. Había una necesidad desesperada de proporcionar ventilación adicional a las cubiertas inferiores. Normalmente, las portillos de los cañones se abrirían, pero dado que los barcos iban tan cargados y sumergidos en el agua con el peso de las provisiones, esto era imposible y hasta seis agujeros de ventilación tuvieron que ser cortados en cada barco. 
Sin embargo, esto fue solo parte de un problema más grande que iba a tener consecuencias desastrosas. Con la tripulación normal de los barcos, las cubiertas de la tripulación estaban atestadas de hamacas separadas unas 14" (35,5 cm), aunque el sistema de rotación significaba que sólo la mitad estaría abajo en cualquier momento, así que efectivamente cada uno tendría unas 28" (71 cm). Sin embargo, los enfermos e infantes de marina habían incrementado el número de hombres a bordo en un 25% y fueron obligados a permanecer abajo la mayoría del tiempo, como si estuvieran de esta forma en cubierta. El tifus o fiebre del barco, se transmite por los piojos del cuerpo, que prosperan en condiciones calientes, húmedos e insalubres. Después de dos meses en el mar, la enfermedad y la disentería se cebaban en las tripulaciones. 

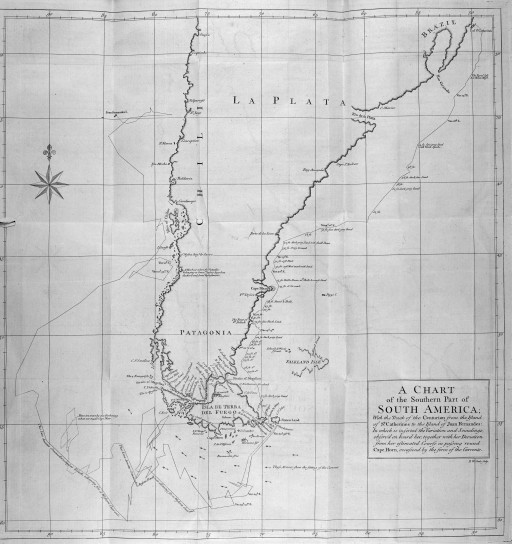
Ilustración de A Voyage round the world in the years MDCCXL, I, II, II, IV. By George Anson. Compiled by Richard Walter - J. Mason, grabador; Richard Walter, autor del texto; Editor, J. and P. Knapton (Londres) 1748.

La escuadra llegó a la isla de Santa Catarina, una gran isla frente a la costa portuguesa del sur de Brasil el 21 de diciembre y los enfermos fueron enviados a tierra, ochenta solamente en el HMS Centurion. A continuación comenzó una limpieza a fondo de los barcos, lavando primero las cubiertas de la tripulación, y luego encendiendo fuegos en el interior y cerrando las escotillas de manera que el humo matará a las ratas y otras alimañas, para luego regar todo con vinagre. 
Anson tenía la esperanza de permanecer únicamente el tiempo necesario para recoger leña, agua dulce y provisiones, pero el mástil principal del HMS Tryal necesitó reparaciones que les llevaron casi un mes. Mientras tanto, los hombres en la costa, en tiendas de campaña, quedaron expuestos a los mosquitos y la malaria no tardó en aparecer. Aunque 28 tripulantes del HMS Centurion fallecieron mientras estaban en puerto, el número de enfermos llevados de vuelta a bordo cuando se fueron el 18 de enero de 1741 había aumentado de 80 a 96. Estaban disponibles gran variedad de frutas y verduras pero no está claro cuándo llegaron a bordo realmente. La versión oficial señaló una «gran abundancia» (great plenty), pero uno de los diarios que se conservan dice que solo fueron suficientes para alimentar a toda la tripulación durante un solo día.
Aunque Portugal no estaba en guerra con Inglaterra y, en teoría, era un aliado en el marco de la Alianza Luso-Británica, el gobernador fue más tarde relevado porque había notificado la presencia de los británicos a los españoles, en Buenos Aires, donde había llegado la escuadra de Pizarro. Aunque a la espera de provisiones, Pizarro partió inmediatamente al sur para conseguir llegar al cabo de Hornos, antes que los británicos. 

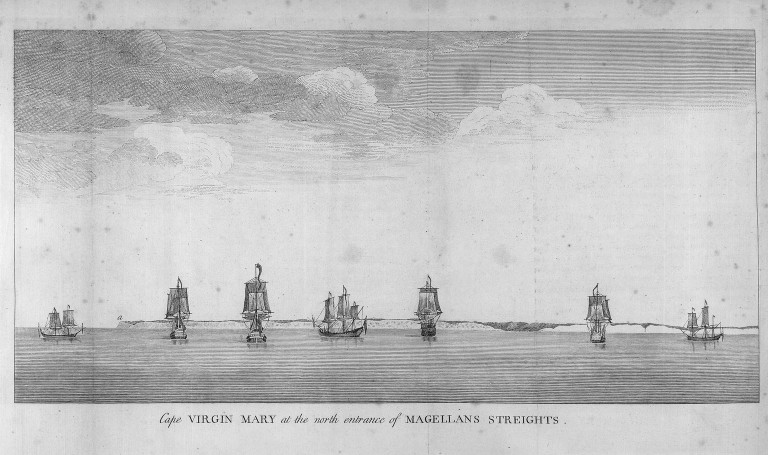
La flota en el cabo Virgen María en la entrada norte del estrecho de Magallanes.

Anson navegó el 18 de enero de 1741 con la intención de parar en Puerto San Julián (cerca de la entrada oriental del estrecho de Magallanes), donde no había presencia europea, pero si supuestamente generosos suministros de sal. Cuatro días más tarde, en una tormenta, el mástil reparado del HMS Tryal se rompió, obligando al HMS Gloucester a remolcarlo. Durante la misma tormenta, el HMS Pearl fue separado de la escuadra y su capitán murió, tomando el mando Sampson Salt, primer teniente. Sampson entonces avistó cinco naves con el barco insignia con los colores ingleses, pero quedó consternado al comprobar en el último momento que los barcos eran españoles. La tripulación arrojó frenéticamente por la borda todo lo que no necesitaban de inmediato e izaron velas extra. Los barcos españoles se abstuvieron de perseguir al HMS Pearl al creer que se dirigía a un banco, pero lo que estaba perturbando el agua era el desove de los peces, no de piedras, y el Pearl pudo escapar al caer la noche.

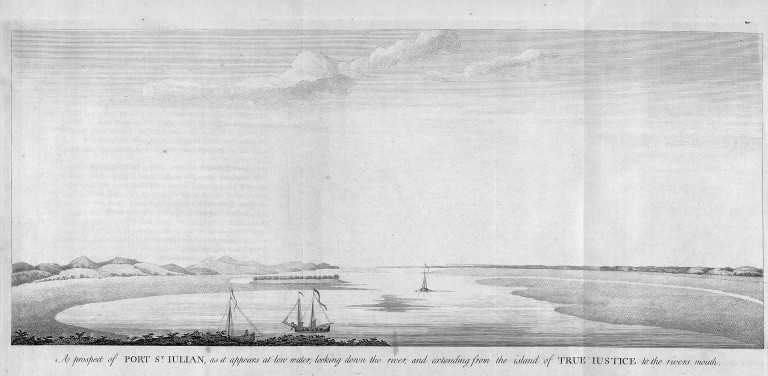
La flota en el Puerto de San Julián.

A pesar de que se sabía que los barcos españoles estaban en algún lugar de la zona, la escuadra británica no tuvo más remedio que hacer escala en San Julián, que se sabía no tenía árboles ni agua dulce y casi sin sal. El mástil roto del HMS Tryal's fue simplemente removido y colocado un mástil de repuesto para sustituir el palo roto, reduciendo su aparejo pero probablemente siendo la clave que le permitió capear los feroces temporales por venir. 
Las naves llegaron al estrecho de Le Maire, la entrada de la ruta del cabo de Hornos, el 7 de marzo de 1741, con un clima inusualmente bueno, pero que poco después se volvió un violento vendaval del sur. Después de evitar ser arrastrados hasta la isla de los Estados, Anson ordenó al HMS Tryal navegar en cabeza, observando el hielo. Sin embargo, aunque llevaba suficiente vela para mantenerse por delante de los otros barcos, el barco era peligrosamente inestable, con los hombres sobre la cubierta con frecuencia expuestos a las aguas congeladas. Dado que la cubierta de los cañones estaba siendo continuamente rociada, hubiera sido imposible hacer disparos de advertencia, incluso si hubieran visto el hielo, por lo que el HMS Tryal fue retirado de ese deber y el HMS Pearl ocupó su lugar, lo que llevó a su capitán Saumarez a escribir «que realmente la vida no vale la pena a expensas de tales dificultades».
Mientras luchaban contra fuertes vientos y mares enormes con las tripulaciones debilitadas por el tifus y la disentería, estalló el escorbuto. La poca información útil disponible en su prevención fue ignorada, aunque es poco probable que la Marina pudiera haber adquirido la suficiente vitamina C para 1000 hombres, aun si hubiera reconocido la necesidad. Cientos de hombres murieron por enfermedad en las semanas durante e inmediatamente después de luchar en la travesía del cabo de Hornos. En un caso increíble, un hombre que había sido herido en 1690 en la batalla del Boyne, pero que había tenido una completa recuperación, se encontró, 50 años después, con que se le volvieron a abrir sus heridas y con la fractura de un hueso roto de nuevo.
A principios de abril, los barcos se dirigieron hacia el norte creyendo estar a unas 300 millas al oeste de tierra. Sin embargo, debido a la falta de alternativas en ese momento, los barcos tenían que determinar su posición este-oeste por estimación —calculando la distancia recorrida sabiendo la velocidad del barco y el rumbo— lo que no tenía en cuenta las corrientes oceánicas desconocidas y así, en la noche del 13-14, la tripulación del Anna se alarmó al ver los acantilados de cabo Negro a solo 2 millas de distancia. Dispararon el cañón y encendieron las lámparas para advertir a los demás y apenas fueron capaces de salir a mar abierto, aunque no había gran preocupación ya que el HMS Severn y el HMS Pearl ya se habían perdido y no habían sido vistos desde el día 10. 
Otra tormenta golpeó al HMS Wager que se perdió de vista y el 24 de abril, tanto el HMS Centurion como el HMS Gloucester informaron de que todas las velas estaban rotas o sueltas, y que la tripulación era insuficiente y estaba demasiado débil para intentar la reparación hasta el día siguiente, así que los barcos se dispersaron. El 13 de mayo de 1741, la HMS Wager encalló frente a la isla que hoy lleva su nombre, en el archipiélago de Guayaneco y entre sus tripulantes tuvo lugar el Motín del HMS Wager. y después de varios intentos de seguir hacia el norte, unos pocos sobrevivientes lograron alcanzar la isla de Chiloé, entre ellos el capitán Cheap y el guardiamarina John Byron. Allí fueron apresados por las autoridades españolas y unos meses después fueron conducidos a Santiago y Valparaíso, para, finalmente, ser canjeados por prisioneros españoles.
Las instrucciones de navegación de la escuadra incluían tres puntos de reunión si los barcos quedaban dispersos y el HMS Centurion alcanzó el primero, Socorro (isla Guamblin, 45° S en la costa de Chile) el 8 de mayo. Después de esperar dos semanas y no ver a los otros barcos, Anson decidió dirigirse al archipiélago de Juan Fernández, el tercer punto de encuentro, ya que el segundo, Valdivia, estaba en la costa y sería muy peligroso en caso de encontrar una playa a sotavento. 

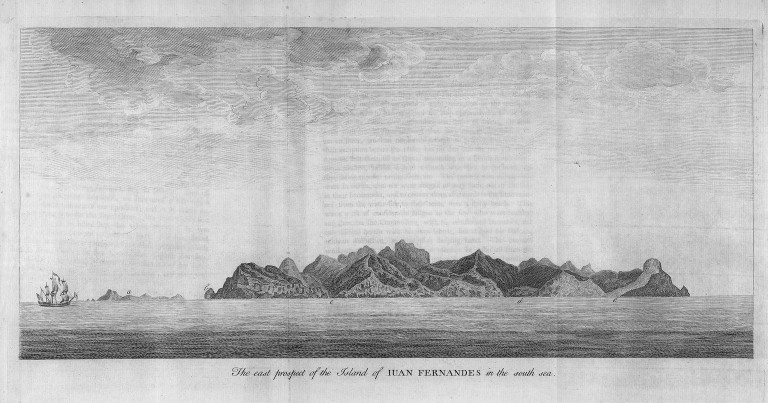
Vista desde el este del archipiélago de Juan Fernández.

Sin embargo, las cartas que llevaba la escuadra situaban el archipiélago de Juan Fernández en los 33°30' S y unas 135 millas al oeste de Valparaíso (realmente está en los 34°47' S y a unas 360 millas al oeste). Anson, inseguro de sus cartas y de sus habilidades de navegante, se dirigió hacia el este, y pronto vio la actual costa chilena. Volviendo hacia el oeste, le tomó nueve días llegar a la zona que había abandonado durante los que unos 70-80 hombres murieron. El archipiélago de Juan Fernández fue avistado en la madrugada del 9 de junio. Sin embargo, en ese momento solo quedaban ocho hombres y los oficiales restantes y sus sirvientes, capaces de trabajar en la nave. Después de anclar por la noche, estaban demasiado débiles para izar el ancla a la mañana siguiente, pero tuvieron la suerte de ser liberados por el soplo de una borrasca. Mientras maniobraban en la bahía quedaron consternados al no encontrar a los otros barcos esperándoles allí, pero luego vieron que el pequeño HMS Tryal se acercaba. De los 86 tripulantes y marinos, 46 habían muerto y solo el capitán, Charles Saunders, su teniente y tres marineros eran capaces de estar en cubierta. Los que aún podían trabajar llevaron desesperadamente a los enfermos a tierra. 
Teniendo en cuenta la mortandad en el HMS Centurion y el HMS Tryal, parecía probable que las tripulaciones de los otros barcos estarían todas muertas si no fueran capaces de llegar al archipiélago de Juan Fernández en los siguientes días. El 21 de junio se avistó un barco con una sola vela, aparentemente en problemas, pero pasaron otros seis días antes de que el barco estuviese lo suficientemente cerca para ser identificado como el HMS Gloucester. Un gran bote fue enviado al encuentro del barco, pero fueron incapaces de llevar el barco al fondeadero de la bahía Cumberland. El barco fue arrastrado hacia el mar y hasta el 23 de julio el HMS Gloucester no fue capaz finalmente de echar el ancla. Desde que había salido del puerto de San Julián, 254 tripulantes habían muerto, quedando 92 hombres, en su mayoría debilitados por el escorbuto. Las hojas frescas y el pescado permitieron a algunos recuperarse rápidamente, pero otros estaban demasiado débiles y murieron en tierra. 

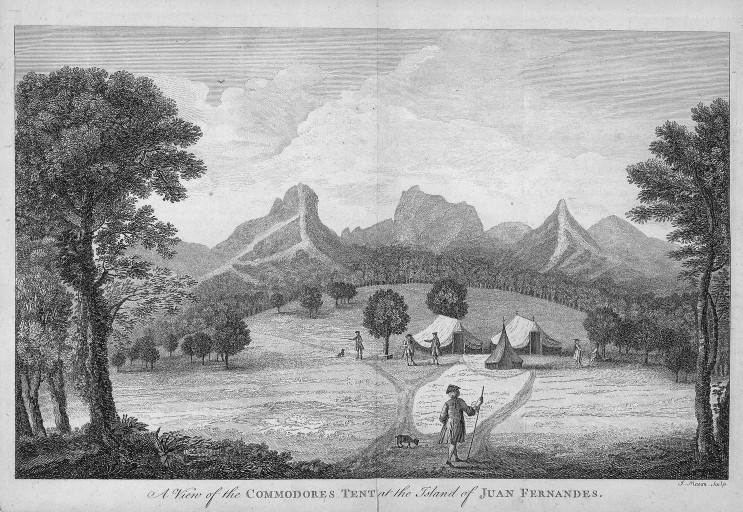
El comodoro Tent en las islas de Juan Fernández.

Sorprendentemente, el Anna fue avistado el 16 de agosto y sin dificultad aparente encontró su camino hacia la bahía Cumberland. Después de perder de vista el 24 de abril a los otros barcos, había tratado de hacer la cita en Socorro y había ido a tierra. Cuando habían perdido toda esperanza, vieron la entrada a un puerto (ahora llamado bahía Anna Pink, en Chile, en los 45.83S 74.83 W), y pudieron refugiarse. Durante dos meses se quedaron para realizar las reparaciones necesarias en el barco y permitir a la tripulación recuperar su salud antes de partir para Juan Fernández. El puerto tenía buen suministro de agua dulce, plantas silvestres y caza. Dada la abundancia de provisiones y dado la mínima tripulación del barco mercante, gozaban de una salud mucho mejor incluso que la de los barcos de guerra en el momento en que hicieron tierra. Sin embargo, un examen realizado en el casco del barco después de la llegada a Juan Fernández determinó que estaba tan dañado que era imposible repararlo, así que Anson hundió el barco y su tripulación fue transferida al HMS Gloucester. 
Anson se preparó para navegar en septiembre de 1741, pero antes de salir hizo un censo que encontró que de los 961 tripulantes originales que habían salido de Inglaterra en los barcos HMS Centurion, HMS Gloucester y HMS Tryal, 626, aproximadamente dos tercios, ya habían muerto. El destino de los de los otros tres barcos era en ese momento desconocido.

## Los barcos perdidos

### ElHMS Severny elHMS Pearl
El HMS Severn y el HMS Pearl se perdieron de vista de los otros barcos en la noche del 10 de abril de 1741, aunque no está claro si también se perdieron de vista entre sí hasta la mañana. Hubo acusaciones más tarde sobre si el capitán Edward Legge, en el HMS Severn, había hecho algún arreglo con el capitán George Murray, en el HMS Pearl para apartarse del grupo. Antes de la tormenta, los capitanes de ambos informaron de graves problemas con hombres enfermos muriendo cada día y de daños en las naves, pero Anson los apartó respondiendo que su situación no era diferente de la de los demás. 
Ambos barcos se dirigieron al norte, intentando reincorporarse a la escuadra, pero el día 13 también avistaron tierra cuando creían estaba cientos de millas tras ellos. Afortunadamente, tocaron tierra con la luz del día por lo que estaban más advertidos. Cuando descendió la niebla y sin saber qué había sido de los otros barcos, el HMS Severn y el HMS Pearl pusieron rumbo hacia el oeste para poner mar en medio y los oficiales coincidieron en que al menos los vientos eran favorables, y podrían retornar alrededor del cabo de Hornos con seguridad. Luego, el día 17, violentos vientos del noroeste les hicieron retroceder hacia tierra y los vigías creyeron ver tierra, así que para salvar los barcos y las tripulaciones, se dio la orden de virar al sur y al este y retroceder alrededor del cabo de Hornos. De hecho, la mortandad en el HMS Pearl no era tan grave como la del HMS Severn; en el momento en que la nave llegó a Río de Janeiro el 6 de junio, 158 de los tripulantes habían muerto y el resto, 114, estaban demasiado enfermos para ser útiles, quedando solo 30 hombres e infantes de marina para trabajar en el barco. Y esto sin tener en cuenta a los inválidos e infantes de marina, ya que casi todos ellos murieron. 
Después de un mes en Río de Janeiro, Murray quería hacer otro intento de llegar al Pacífico, pero Legge, el más alto oficial lo desestimó diciéndole que los dos barcos carecían de hombres aptos y aunque Anson hubiese sobrevivido a las tormentas, en ese momento podría estar ya camino a casa. Los dos barcos salieron de Río en diciembre de 1741 y se dirigieron a Inglaterra a través de las Indias Occidentales. Aunque en Londres hubo algunos rumores sobre deserción, el informe oficial de la travesía en 1748 no reflejó esa sugerencia, sino que habló de la «gran alegría» (great joy) que se produjo a bordo del HMS Centurion después de que hubiesen llegado a Cantón y se enterasen de que esos dos barcos habían sobrevivido.

### ElHMS Wager
El HMS Wager era más un barco de carga que un barco de guerra y aunque solo el HMS Tryal era más pequeño, llevaba el mayor número de enfermos e infantes de marina (142, superando en número a la tripulación de 106), además de importantes víveres para los otros barcos, cañones y municiones para que los soldados peleasen en la costa. 
David Cheap era su tercer capitán desde que salieron de Inglaterra, pero había estado enfermo durante la mayor parte del viaje y estaba bajo cubierta, enfermo en su camarote, cuando el barco dañado perdió de vista a los otros después de la fuga cerca del estrecho de cabo Negro. Después de saber que había suficiente distancia con la costa, dio órdenes para dirigirse al primer punto de encuentro, a la isla costera de Socorro. Su teniente, Robert Baynes, y el artillero, John Bulkeley, habían argumentado que era demasiado peligroso acercarse a un destino en la costa a sotavento, con un barco en mal estado y con solo 12 hombres aptos para el servicio, por lo que debían de dirigirse hacia el segundo encuentro, las islas de Juan Fernández, en océano abierto. Cheap hizo caso omiso. 
El 13 de mayo de 1741 el carpintero John Cummins pensó que había visto tierra hacia el oeste. Esto parecía poco probable ya que el continente estaba al este y como no tenían cartas adecuadas, el informe fue ignorado. Como pronto iban a comprobar, habían navegado en una gran bahía con una península que bloqueaba su avance hacia el norte. Después de una lucha para rodearlo con tan pocos hombres, el barco fue alcanzado por una gran ola que hizo caer a Cheap de una escalera y se le dislocó el hombro. El cirujano le dio opio para el dolor y quedó dormido abajo. En lugar de tomar el mando, Baynes tomó la botella y también desapareció a continuación. Azotada por la tormenta, la nave se estrelló en las rocas a las 4:0 a. m.. En las siguientes horas fue dando bandazos de una roca a otra y luego, justo antes de hundirse, quedó completamente varada. 
La disciplina a bordo desapareció mientras la tripulación se ayudaba a sí misma con alcohol y armas. Los botes salvavidas estaban dispuestos y 140 llegaron a una playa expuesta, incluso Cheap, que fue llevado a tierra. Trató de mantener el control pero, naturalmente, la mayoría lo culpó por la pérdida del barco y su terrible situación en ese momento por su insistencia en dirigirse a Socorro. Las disposiciones del Almirantazgo establecían que los salarios no se obtendrían después de un accidente, así que la mayoría no consideraban a Cheap como autoridad. En ese momento Cheap llevaba pistolas en todo momento. 
Su decisión apresurada de disparar a un miembro de la tripulación borracho el 10 de junio, seguida por su negativa a permitir que el médico le tratase significó que la víctima tardó dos semanas en morir y eso le enemistó con la mayoría de sus restantes partidarios. Después de su muerte, 100 tripulantes seguían vivos en la playa, con los alimentos limitados a los rescatados del naufragio y escaso refugio contra los feroces vientos y las lluvias invernales. La única esperanza probable de salvación era una lancha de 38 pies (11,58 m), un cúter de 30 pies (9,14 m), y dos pequeños botes. El carpintero alargó la lancha hasta los 50 pies (15,24 m) y añadió una cubierta, de modo que la mayoría, aunque no todos, podrían ir a bordo. 
Mientras acondicionaban las embarcaciones, argumentaban acerca de dónde ir y un lento movimiento de insurrección estaba en marcha. Cheap insistió en navegar al norte a la deshabitada Socorro en la esperanza de encontrar a Anson esperándoles allí. Valdivia estaba a 600 millas (965 km) al norte, pero como ciudad española, no encontrarían auxilio en ella. Bulkeley leyó el relato de Narborough de su paso por el ciertamente traicionero estrecho de Magallanes, de 400 millas (643,7 km) al sur y concluyeron que esa era su única opción viable, ya que entonces podrían navegar al norte hacia Brasil. Firmó, junto a otros 45 tripulantes, un documento de acuerdo con ese plan. 
Cheap, actuando ahora a través de su contador Thomas Harvey, trató de obtener el apoyo para dirigirse al norte con los no comprometidos, sobornándolos con licor, que aún tenía bajo su control. Bulkeley le ofreció un mando limitado si estaba de acuerdo en navegar hacia el sur y Cheap pareció que por lo menos no lo rechazaba. El 9 de octubre de 1741, cuando la chalupa modificada estaba lista, Cheap todavía no se había comprometido así que Bulkeley lo arrestó bajo la acusación de asesinato y fue atado. 
Cuatro días después, el nuevamente bautizado Speedwell, ahora configurado como una goleta, navegó hacia el sur con 59 hombres a bordo bajo el mando nominal del teniente Baynes, seguido por el cúter, con 12 hombres, una «chalana» con 10 tripulantes y otro pequeño bote, con Cheap, el teniente Hamilton y el cirujano. Parece que Bulkeley y los otros tenían la intención de que Cheap fuese abandonado a su suerte en el bote más pequeño y probablemente más lento. Alrededor de una docena de hombres habían huido del campamento (para evitar el castigo severo con que a menudo Cheap condenaba) y se quedaron en la isla. 
Sin embargo, después de haber avanzado solamente unos pocos kilómetros en dos días, una vela del cúter se rompió y los hombres de la barcaza fueron enviados para obtener lona del campamento. Al regresar optaron por seguir al capitán Cheap. Las chalupas más grandes, una vez más rumbo al sur, solo perdieron al cúter unos pocos días después en un vendaval. No había sitio en el Speedwell y 10 hombres, supuestamente voluntarios, fueron desembarcados en tierra. 
Sin ningún tipo de embarcación pequeña, la única manera de llegar a tierra en busca de comida era nadar en el agua helada, y pronto los que estaban demasiado débiles o los que no sabía nadar, comenzaron a morir. Con disputas relativas a la navegación, las corrientes salvajes, la lluvia y la niebla, les tomó un mes llegar al Atlántico y aún estaban lejos de estar a salvo. 
El Speedwell llegó cerca de la costa el 14 de enero de 1742, en los 38°40' S en la bahía Freshwater, en lo que hoy es la ciudad balnearia de Mar del Plata. Aquellos que nadaron hasta la costa encontraron agua dulce y focas. Ocho de ellos quedaron consternados al ver al barco partir sin ellos y más tarde acusaron a Bulkeley de abandonarles para ahorrar suministros. Bulkeley, Baynes y otros 31 hombres, navegaron hacia el norte, alcanzando las aguas portuguesas de Río Grande el 28 de enero. Tres hombres murieron durante el viaje y el resto estuvieron cerca de perecer. Finalmente, algunos de esos hombres regresaron a Inglaterra, cada uno siguiendo la ruta que pudo. 
Los ocho hombres abandonados permanecieron un mes comiendo carne de foca hasta que decidieron ir a Buenos Aires, a unas 300 millas (482,8 km) más al norte. Se quedaron sin comida y agua y se vieron obligados a regresar. Un día, Isaac Morris y otros tres retornaron al campamento para encontrar a dos hombres muertos por apuñalamiento y otros dos desaparecidos. Se habían acabado los pedernales para las armas de fuego y el fuego se apagó. Con pocas provisiones, después de un tercer intento fallido a Buenos Aires, fueron capturados por los indios que los tomaron como esclavos y fueron vendidos de un grupo indígena a otro. A finales de 1743, un comerciante inglés que vivía en Buenos Aires pagó por la liberación de tres de ellos; el cuarto, de raza mixta, fue conservado por los indios. Sin embargo, los españoles les encarcelaron y a principios en 1745 fueron llevados a bordo del antiguo barco insignia de Pizarro, el Asia, como prisioneros de guerra. 
Mientras tanto, el capitán Cheap había regresado a la isla Wager con un grupo de 19 hombres, después de que los desertores se reincorporasen al campamento, entre ellos el cirujano Elliot y el teniente Hamilton, que habían quedado a la deriva con él, y los guardiamarinas John Byron y Campbell, que habían estado en la barcaza. Remaron hasta la costa, pero fueron castigados por las continuas lluvias, vientos y olas que amenazaban los botes. A veces eran capaces de llegar a tierra, pero a menudo tenían que dormir en los botes. Una noche, mientras estaban en la costa, uno de los botes anclados volcó y fue arrastrado por el mar con sus dos guardias: uno de ellos fue capaz de llegar a tierra, pero el otro se ahogó. Desde ese momento era imposible que todos cupiesen en el bote que les quedaba, y cuatro infantes de marina fueron dejados en tierra con fusiles para valerse por sí mismos. Sin embargo, el viento les impidió franquear el cabo de modo que volvieron a recoger a los infantes solo para encontrar que habían regresado a la isla Wager a principios de febrero de 1742. Con una muerte en el viaje, solamente quedaban ahora 13 en el grupo. 
Un indígena local acordó guiar a los hombres hasta la costa de la isla de Chiloé, con la promesa de mantener el barco hasta su llegada cuando partirían de nuevo. Dos hombres murieron y después de enterrar sus cuerpos, los seis marineros remaron en el bote para no ser vistos de nuevo, mientras Cheap, Hamilton, Byron, Campbell y el moribundo Elliot, estaban en tierra en busca de comida. El indio acordó entonces llevar a los otros cuatro en canoa a cambio de lo único que aún tenían, un mosquete. Finalmente fueron tomados prisioneros por los españoles. Afortunadamente, los españoles los trataron bien y fueron finalmente llevados a Santiago, la capital del interior, donde fueron puestos en libertad condicional. Los españoles sabían que Anson había sido generoso con los prisioneros que había tomado y así les fue devuelto esa bondad. 
Los cuatro hombres permanecieron en Santiago hasta finales de 1744 y se les ofreció un pasaje en un barco francés con destino a España. Campbell decidió no aceptar el ofrecimiento, y tomó un mulo por los Andes y se unió al almirante Pizarro en Montevideo, en el Asia, solo para encontrar a Isaac Morris y los dos marineros que habían sido abandonados en la bahía Freshwater. Después de algún tiempo más en prisión en España, Campbell llegó a Inglaterra en mayo de 1746, seguido por los otros tres, dos meses después. 
Cuando los principales protagonistas estaban todos de vuelta en Inglaterra, las acusaciones de la corte oficial marcial solo examinaron la pérdida del HMS Wager en que Baynes, nominalmente al mando en el momento, fue absuelto de culpa, pero reprendido por omisión del deber. Las disputas sobre lo que pasó después del naufragio salieron a la luz ya que Bulkeley y Cummins, Campbell, Morris, Young, y más tarde Byron, publicaron sus propios relatos, el último de los cuales fue el único que de alguna manera defendió el comportamiento del fallecido capitán Cheap. 
Veinte y nueve miembros de la tripulación, además de siete infantes de marina, regresaron de nuevo a Inglaterra.

## Ataques en la América española
En septiembre de 1741, de regreso a Juan Fernández, la mayoría de los hombres de Anson estaban recuperándose y recobrando la salud. Se pusieron a trabajar en las muy necesarias reparaciones de los barcos, lo mejor que pudieron con los pocos materiales disponibles y sin instalaciones portuarias. La gran pregunta de Anson era qué hacer a continuación. Habida cuenta de que su fuerza se había reducido tan drásticamente y que en los nueve meses transcurridos desde que había estado en Santa Catarina, no había recibido ninguna noticia, la situación estratégica podría haber cambiado de tal modo que tal vez Inglaterra y España ya no estuvieran en guerra. Tampoco había forma de saber qué había sido de la escuadra de Pizarro que le había tratado de interceptar, y a pesar de que suponía que, probablemente, hubiera tenido problemas al alrededor del cabo de Hornos, probablemente habría sido ya reparada y reabastecida y ahora estaría en su búsqueda 
Mientras contemplaban un ataque a Panamá, un único barco fue avistado el 8 de septiembre, pero pasó frente a la isla. Suponiendo que fuese español, Anson había preparado el HMS Centurion para hacerse al mar y desaparecer en la noche. Continuaron la búsqueda dos días más, pero cuando estaban a punto de renunciar, otra embarcación fue detectada viniendo directamente hacia ellos, lo que causó cierta alarma, ya que temían que pudiera ser uno de los barcos de Pizarro, pero resultó ser un barco mercante ligeramente armado. Después de que el HMS Centurion le disparase cuatro cañonazos en el aparejo, se rindió. La carga del Nuestra Señora del Monte Carmelo (en adelante, el Carmelo) era de poco interés para Anson, pero los pasajeros transportaban £ 18 000 de oro. 
De mucho más valor fue la información obtenida de los documentos encontrados a bordo. España seguía en guerra con Inglaterra y un ataque británico en el Caribe había sido rechazada, así que ya no había esperanza de unirse con fuerzas amigas para un ataque combinado en Panamá, ni de que pudieran reabastecerle. Sin embargo, no había peligro inmediato de Pizarro y de su escuadra que habían sufrido aún más terribles condiciones en su intento de doblar el cabo de Hornos por delante de Anson. Esperando un viaje relativamente rápido y con acceso a los puertos españoles establecidos en la actual costa de Chile, los barcos de Pizarro había salido con provisiones para solo cuatro meses, pero se vieron sorprendidos por tormentas feroces después de redondear el cabo de Hornos y fueron empujados hacia atrás. Las rutas de los barcos británicos y españoles se cruzaron, pero mientras se concentraban en la supervivencia y con visibilidad mínima, no se vieron. 
En algún momento, la Hermiona (54 cañones) se hundió sin dejar rastro, mientras que en los otros barcos, la tripulación comenzó a morir de hambre. El barco insignia de Pizarro, el Asia (66 cañones) y la San Esteban (40 cañones) regresaron de nuevo a Río de la Plata, con solo la mitad de la tripulación viva. En el Esperanza (50 cañones), solo 58 de los 450 que partieron volvieron. El casco de la Guipúzcoa (74 cañones) comenzó a hacer agua y, finalmente perdió los tres mástiles, momento en el que 250 de los 700 tripulantes habían muerto. Afortunadamente, el viento llevó al barco hacia el norte, pasando por Río de la Plata en lugar de arrojarlo al Atlántico. El barco, en gran medida indefenso, encalló cerca de Santa Catarina. 
A su llegada a Buenos Aires, Pizarro envió un mensaje vía terrestre a Perú alertando de la llegada probable de Anson en el Pacífico y en respuesta, fueron enviados cuatro barcos armados desde el Callao, supuestamente con órdenes de matar en lugar de capturar. Tres de ellos fueron estacionados cerca de la costa de Concepción, mientras que el cuarto fue enviado al archipiélago de Juan Fernández. Renunciaron a la espera a principios de junio, con la conclusión de que los barcos de Anson, o bien se habían perdido en el mar o se habían ido a otra parte. Como sucedió entonces, la carta que emplazaba de forma incorrecta Juan Fernández, salvó a la escuadra de Anson: los nueve días que Anson perdió tratando de encontrar las islas retrasaron su llegada hasta después de que el barco español se hubiese ido. 
Además, los barcos desde Callao también había sido gravemente dañados por las tormentas y permanecerían en puerto durante dos meses por lo que ahora ningún barco español iba en su busca, aunque las sospechas renacieron de nuevo cuando el Carmelo no llegó en un plazo razonable. Mientras tanto, la flota de Anson podría capturar los confiados barcos mercantes que navegasen a lo largo de la costa. 
El HMS Gloucester fue enviado al norte a cazar fuera de Paita, pero se mantuvo lo suficientemente lejos en el mar para no ser visto desde tierra. Veintinueve prisioneros españoles iban embarcados para ayudar a los hombres, aunque solo siete fueron de alguna utilidad, aunque todos tenían que ser custodiados. 
El HMS Centurion, el Carmelo y el pequeño HMS Tryal esperaban aguas afuera de Valparaíso. El HMS Tryal tomó la Arranzazu, un barco mercante desarmado de tres veces su tamaño que transportaba cargas de poco uso, excepto por £ 5 000 en plata. El HMS Tryal había sido gravemente dañado por las tormentas, por lo que sus armas fueron trasladadas a la embarcación capturada y lo hundieron. El HMS Centurion capturó al Santa Teresa de Jesús, cuya carga apenas tenía valor, pero entre los pasajeros había tres mujeres. Anson demostró que era un oficial de un ejército disciplinado y no un bucanero implacable, y así trató bien a los prisioneros, incluyendo la asignación de un guardia para las mujeres, a las que permitió mantener sus camarotes. El Nuestra Señora del Carmen fue capturado y un marinero irlandés a bordo reveló que el HMS Gloucester había sido avistado por un barco que llegaba a Paita, y que las autoridades habían sido alertadas. 

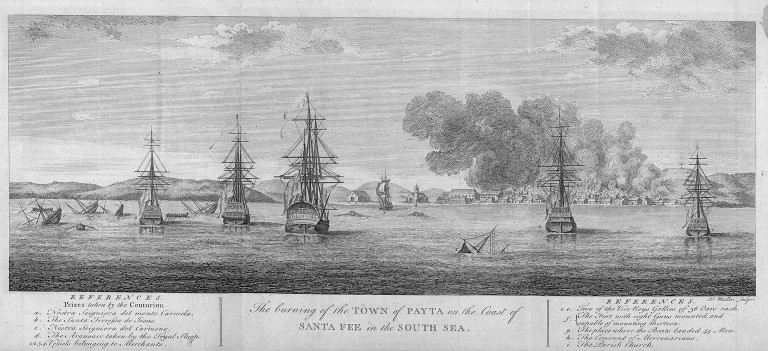
El ataque a la ciudad de Paita.

Habiendo sido visto, Anson decidió atacar de inmediato Paita, con la esperanza de interceptar un tesoro que iba a ser enviado a México al día siguiente. Dado su pequeño tamaño, la ciudad estaba poco defendida. Sin embargo, con sus fuerzas limitadas, Anson no tenía ninguna esperanza de conquistar una de las poblaciones más importantes de los españoles. Sesenta hombres desembarcaron en la noche en los botes y tomaron la ciudad con apenas un disparo de los españoles. Un marinero murió, pero se cree que fue por "fuego amigo". La mayoría de los residentes simplemente huyeron a una colina que domina la ciudad. Los hombres de Anson permanecieron en la ciudad durante tres días, transportando el contenido de la casa de aduana a los barcos, junto con ganado para alimentar a la tripulación. A la salida, Anson ordenó que los presos fuesen enviados a tierra y se quemó la ciudad, con excepción de sus dos iglesias. Un barco español en el puerto fue arrastrado y el resto fueron hundidos. El recuento de dinero del botín llegó a £ 30 000 que, según las reglas, iba a ser distribuido por su rango, independientemente de quien realmente hubiera ido a tierra. Esta fue una de muchas disputas sobre el reparto de los botines. 
Mientras tanto, el HMS Gloucester había capturado a dos pequeñas embarcaciones que les reportaron otros 19 000 £. 
La escuadra del HMS Centurion y el HMS Gloucester y los seis barcos capturados partieron a continuación hacia Acapulco, con la esperanza de interceptar el galeón de Manila. Quedaban dos meses antes de que llegase, lo que normalmente era un margen amplio, pero tanto el Centurion y el HMS Gloucester arrastraban los barcos capturados y los vientos estaban en contra de ellos. Con poca agua, se detuvieron en la isla de Quibo (isla de Coiba), donde también capturaron tortugas gigantes para alimentarse, algunas de ellas mantenidas vivas hasta que las necesitasen. Con una buena nutrición desde la salida de Juan Fernández, siete meses antes, solo dos miembros de las tripulaciones habían muerto. 
Al llegar el 26 de enero de 1742 a lo que pensaban era la latitud de Acapulco, la flota se volvió al este y al ver una luz en la distancia a través de la oscuridad, el Centurion y HMS Gloucester se juntaron creyendo que era el galeón. Dawn reveló que no era más que un incendio en una montaña. Anson necesitaba saber si el galeón ya estaba en el puerto de Acapulco, pero no veía como, manteniendo los barcos mar adentro para evitar ser detectados, y enviando uno de los botes a buscar el puerto y ver si el barco había llegado. Después de cinco días volvieron incapaces siquiera de localizar el puerto. Después de navegar más a lo largo de la costa el bote fue enviado de nuevo y esta vez encontró Acapulco, pero también capturó a tres pescadores, que confirmaron que el galeón había llegado tres semanas antes, pero que el galeón de salida, cargado de plata, se haría al mar el 3 de marzo, en dos semanas, y que tenía una tripulación de 400 hombres y 58 cañones. 
El plan era que el HMS Centurion y el HMS Gloucester tomarían parte en cualquier acción así que los hombres de Anson se concentraron en estos barcos, complementados por los esclavos tomados de los españoles que estaban capacitados para usar armas y a los que prometieron la libertad. Se quedaban lo suficientemente lejos en alta mar durante el día para evitar ser avistados, pero se allegaban cerca en la noche para evitar que el galeón tratase de escapar al amparo de la oscuridad. Los tres barcos capturados tenían una tripulación mínima, pero seguían siendo útiles para mantener un puesto de observación más lejos. No pasó nada. Los españoles habían visto el bote, ya que había navegado a lo largo de la costa, y habían decidido no enviar el galeón, sospechando con razón que les esperaba una trampa. No había esperanza de realizar un ataque exitoso en la bien defendida ciudad por lo que Anson renunció a su frustrante espera y al inicio del mes de abril, cuando el agua de nuevo escaseaba peligrosamente, se dirigió al noreste a Zihuatanejo, donde William Dampier había informado que había una fuente de agua buena. Dejó a siete hombres en un cúter de patrulla en las afueras de Acapulco para informar más tarde en caso de que el galeón se hiciese a la mar. 
Conseguir el agua demostró ser mucho más difícil de lo esperado ya que el río había remodelado el paisaje desde la visita de Dampier en 1685 y los hombres tuvieron que caminar un kilómetro tierra adentro para llegar a un agua de una calidad apenas aceptable. 
Dado que los españoles estaban en alerta por la escuadra, era evidente que el camino de regreso, más que volver por el cabo de Hornos, sería bien a través de China o bien a la colonia portuguesa de Macao o más arriba a Cantón, una base de la Compañía Británica de las Indias Orientales. Antes de abandonar todavía quedaba la cuestión de qué hacer con los barcos apresados. Anson ya había decidido destruir el Carmelo y el Carmin, y dada la escasez de hombres en el HMS Centurion y el HMS Gloucester, concluyó que no había más remedio que sacrificar también el Aranzazu, ya rebautizado como el Premio del Tryal (Tryal's Prize) y trasladar a sus hombres, a pesar de que sus impresionantes 600 toneladas estaban «en buen estado y aptas para el mar» («in good repair and fit for sea»). Este fue el argumento que escrimieron en contra algunos oficiales del HMS Tryal dieron, ya que su traslado significaría la pérdida de antigüedad y, por lo tanto, de la remuneración y la participación en el reparto del botin. 
El cúter no volvió de manera que Anson zarpó hacia Acapulco, con la esperanza de encontrar a sus hombres. Concluyendo que habían sido capturados, envió a seis prisioneros españoles a tierra en un bote pequeño con una nota diciendo que liberaría al resto si sus hombres quedaban en libertad. Al tercer día, esperando una respuesta, el cúter apareció, pero no desde el puerto. La tripulación estaba muy mal de salud después de haber sido incapaz de tomar tierra para encontrar agua y sufrían graves quemaduras después de seis semanas en un bote abierto. A su llegada, Anson envió a 57 de sus prisioneros a tierra, incluidos todos los españoles, pero mantuvo 43 de otras razas. El 6 de mayo de 1742 pusieron rumbo al oeste, adentrándose en el océano Pacífico.

## La travesía del Pacífico
Basándose en los relatos de los primeros viajes, Anson esperaba que la travesía del Pacífico sería fácil y le llevaría unos dos meses. Otros viajeros habían descendido al sur de Acapulco, hasta los 15°51' N, para recoger los vientos alisios que soplaban constantemente hacia el oeste, entre los 10° y los 14° N. Sin embargo, ninguno de ellos había partido en mayo, cuando la banda de vientos favorables se había trasladado más al norte al acercarse el verano. El HMS Centurion y el  HMS Gloucester perdieron siete semanas con el calor y los vientos variables o la ausencia de ellos, llegando hasta el sur a los 6°40' N antes de abandonar y encaminarse de nuevo al norte. 
En circunstancias normales, ese retraso sería una molestia pero con los barcos y las tripulaciones en malas condiciones, los desastres llegaron pronto. El trinquete del HMS Centurion se partió solo unos días después de partir de Acapulco y el HMS Gloucester perdió su palo mayor a mediados de junio; y aunque se hicieron unas improvisadas reparaciones, la nave era mucho más lenta. El escorbuto estalló entre los primeros prisioneros capturados en los barcos españoles y luego, a finales de junio, entre los miembros de la tripulación regular. 
Durante julio, el HMS Gloucester perdió la mayor parte del aparejo restante y el 13 de agosto apareció una gran vía de agua, llegando en el interior el agua a los siete pies de profundidad a pesar del continuo bombeo. El capitán Mitchell envió una señal de socorro a Anson, pero la primera respuesta fue que las fugas en el HMS Centurion eran en ese momento tan graves que también estaba en peligro de hundirse. Sin embargo, cuando Anson supo todos los detalles vio que no había otra alternativa que salvar lo posible del HMS Gloucester (no mucho, excepto el oro capturado), transfiriendo la tripulación y luego incendiando el barco para asegurarse de que el casco no derivase hacia la isla española de Guam. 
Todos los días fallecían de ocho a diez hombres y la entrada de agua llegó a ser tan grave que incluso Anson tuvo que hacer su turno en la bomba. Era una carrera para encontrar tierra, hasta Guam, antes de que el barco se hundiera. Tinian, situada al norte y un poco al este de Guam, fue avistada el 23 de agosto, pero tardaron cuatro días en encontrar un fondeadero seguro. Anson había izado una bandera española con la esperanza de obtener una mejor recepción y una proa (un tipo de barco malayo multicasco, véase en inglés proa) con cuatro nativos y un español salió a su encuentro. Afortunadamente, eran los únicos en la isla, de modo que el HMS Centurion llegó a la costa y echó anclas. Los enfermos, 128 en total, fueron desembarcados, una tarea en la que Anson y la propia tripulación de la proa ayudaron, pero 21 murieron durante el desembarco o inmediatamente después. 
La isla era un paraíso tropical con abundancia de frutas y otros vegetales comestibles cerca de la playa, y con agua dulce y ganado que habían sido llevados allí para proveer de carne a la guarnición española en Guam. En pocos días, los hombres mostraron signos claros de mejoría. De particular importancia fue el árbol del pan. El fruto es rico en almidón y cocido y horneado tiene un sabor entre la patata y el pan. Los grandes elogios que había cosechado de la anterior expedición del francés Dampier y los de la misma tripulación del HMS Centurion, llevaron más tarde a Joseph Banks a enviar al HMS Bounty a recoger ejemplares de la planta para intentar cultivarla en el Caribe y que sirviese para alimentar a los esclavos de las plantaciones. 
Habiendo evitado ahogarse, la siguiente prioridad era reparar el HMS Centurion. La tripulación movió los cañones y más tarde, los barriles de pólvora, a popa para levantar la proa fuera del agua y los carpinteros reemplazararon parte del casco. Lo rejuntearon de nuevo con masilla pero cuando el cañón y los barriles se volvieron a colocar en su lugar, el agua comenzó a entrar de nuevo. La filtración, al parecer, no había sido encontrada y corregida sin las instalaciones portuarias adecuadas. 
El principal defecto de Tinian era la falta de un área protegida de manera que cuando en la noche del 18 de septiembre estalló una violenta tempestad, el barco fue arrastrado hacia el mar. Para la disminuida tripulación de 109 hombres e infantes de marina a bordo del barco, y los 107 hombres en la isla, este evento fue profundamente inquietante. Aunque el teniente Saumarez, en el HMS Centurion, había encendido bengalas y disparado el cañón de señales, la furia de la tormenta significó que nadie en tierra fue consciente siquiera de lo ocurrido hasta la mañana siguiente. 
Dado el estado del barco y que los vientos del este continuaban, los de tierra asumieron que el HMS Centurion había sido arrojado tan al oeste que, si la tripulación tenía suerte, podrían ser capaces de llegar a Macao, donde se tendría que reparar, o lo más probable, pensaban que quizás se hubiera hundido. En cualquier caso, en ese momento dependían de sí mismos. 
Había un bote pequeño en la isla, una embarcación construida para transportar carne de vacuno a Guam, que quizás podría albergar 30 hombres y, por lo tanto, en su estado actual era claramente insuficiente. No deseando ir a Guam, donde se pudrirían en la cárcel, o peor aún, decidieron alargar y remodelar el bote e intentar el viaje de 2200 millas (3540 km) hasta Macao. A medida que los trabajos avanzaban, surgían crecientes preocupaciones sobre la capacidad para adaptarse todos a bordo, sobre la falta de provisiones para emprender un largo viaje y la carencia de instrumentos de navegación. Muchos expresaron en privado su preferencia por permanecer en la isla, optando por un lugar seguro, aunque aislado, ante la posibilidad de perecer en el mar. 
Para sorpresa de todos, el HMS Centurion reapareció después de 19 días causando que Anson mostrase una gran emoción. La tripulación había luchado heroicamente para mantenerlo a flote en pugna con los cañones sin amarrar rodando, las troneras abiertas que permitían entrar al mar, y el ancla colgando por debajo y solo con el mástil de mesana aparejado, al mismo tiempo que hacían frente a la filtración original en el casco. Poco a poco, habían recuperado el control y la nave fue capaz de navegar contra el viento para reaparecer en Tinian. 
Unos días más tarde fueron desviados de nuevo, esta vez con la mayoría de los hombres a bordo y fueron capaces de volver cinco días después. Aunque todavía no estaba en condiciones óptimas para navegar, el 20 de octubre, después de tomar agua y frutas frescas, el HMS Centurion partió rumbo a Macao, donde llegaron después de algunas dificultades para encontrarlo y entraron en el puerto el 11 de noviembre. 
Los portugueses habían establecido el asentamiento en 1557, pero en años posteriores, gran parte de la actividad comercial europea se había trasladado río Perla arriba hasta Cantón. En ambas áreas, los chinos mantenían, sin embargo, un firme control como Anson pronto aprendió con frustración. Su causa se vio entorpecida por su negativa a pagar los gastos portuarios en consonancia con la práctica estándar europea en el momento, en que solo los barcos mercantes eran inspeccionados y gravados, ya que los barcos de guerra de visita estaban exentos. Los chinos no hacían esa distinción y, como tal, consideraban la negativa como un ataque a su soberanía. 
El gobernador portugués de Macao le dijo que no podía hacer nada para ayudarle sin recibir instrucciones del chuntuck provincial, o virrey chino, en Cantón, pero cuando Anson contrató un barco para llevarlo allí, los chinos inicialmente le impidieron el embarque. A su llegada, se le dijo que los comerciantes locales, actuarían como intermediarios, pero después de un mes de espera no había avances. 
Entre los comerciantes chinos, el HMS Centurion era considerado como una especie de barco pirata, al haber destruido otros barcos e interrumpido el comercio del Pacífico, lo que mantenía el galeón de Acapulco en el puerto, una opinión aparentemente promovida por los rivales europeos. Las actividades de la Compañía Británica de las Indias Orientales estaban a merced de las autoridades chinas y su interés era mantener a Anson a cierta distancia, al menos hasta que cuatro barcos hubiesen salido del puerto esa temporada. 
Anson fue capaz de conseguir provisiones adicionales, de contrabando de los barcos de las Indias Orientales, que fueron dejadas en el HMS Centurion al pasar por Macao, pero no conseguía la necesidad urgente de contar con el propio barco reparado. Nuevamente de regreso a Macao, Anson se dirigió directamente al Virrey señalando que sus intentos de comunicarse con él por los canales normales habían fracasado y elevando una "demanda" de ayuda de todo tipo. Dos días más tarde, llegó un alto mandarín con otros funcionarios y carpinteros para hacer una inspección. Al recorrer el barco, el mandarín quedó impresionado por los cañones de 24 libras (24-pounders) y la amenaza implícita del daño que podrían infligirles. El permiso para trabajar en el barco se le concedió probablemente porque los chinos se dieron cuenta de que era de su interés reacondicionar el barco para deshacerse de ellos. Pronto, el barco estuvo completamente descargado y un centenar de hombres se pusieron a trabajar, mientras el barco era carenado.

## Captura del galeón de Manila
Aunque Anson había dado a conocer que el barco iría a Yakarta y desde allí a Inglaterra, había decidido que, habiendo fracasado tan estrepitosamente en el cumplimiento de las ambiciosas órdenes dadas, salvaría algo la expedición si aprovechase para capturar el galeón justo antes de que llegara a las Filipinas. Fue un gran riesgo ya que era probable que esa temporada hubiera dos galeones, ya que desde su llegada a Acapulco el galeón anterior permaneció en el puerto. 
Poco después de salir de Macao el 19 de abril de 1743, Anson informó a la tripulación que quedó encantada con la noticia. Todos habían sufrido mucho y perdido amigos, por lo que la captura por lo menos les reportaría una gran recompensa económica. 
Al llegar el 20 de mayo al cabo Espíritu Santo, el lugar normal en que el galéon llegaba a tierra, las velas altas fueron retiradas para evitar que el barco fuese visto desde tierra y comenzaron una rutina de virar hacia atrás y hacia adelante para permanecer estacionados y practicando con los cañones. Había 227 hombres a bordo, en lugar de los 400 normales, por lo que la falta de efectivos debía de compensarse con la velocidad y precisión. 
Justo cuando estaban perdiendo la esperanza, el galeón fue descubierto en la mañana del 20 de junio: solo había un galeón. 

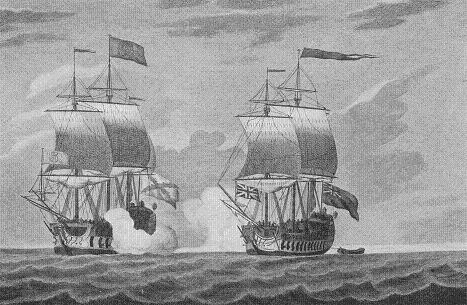
El HMS Centurion capturando al Covadonga.

Al mediodía, el HMS Centurion maniobró para cortar la fuga del galeón a tierra y a la una en punto se cruzó frente al barco español, a una distancia muy cercana que permitía a todos sus cañones disparar al objetivo, mientras que prevenía que los españoles pudieran devolver el fuego. Mientras tanto, los tiradores apostados en los mástiles sorprendieron fuera de los mástiles a sus homólogos, con los oficiales del galeón en la cubierta y los que manejaban los cañones. Los barcos se separaron, pero el HMS Centurion todavía fue capaz de hacer fuego de metralla en la cubierta del galeón y estrellar balas de cañón contra su casco. 
Después de noventa minutos, los españoles se rindieron y acabó todo. Anson envió a Philip Saumarez y 10 hombres más y encontraron una escena horrible, con las cubiertas del «Nuestra Señora de Covadonga, cubiertas de cadáveres, vísceras y las extremidades desmembradas» («Nuestra Señora de Covadonga covered with carcasses, entrails and dismembered limbs»). En el HMS Centurion un único hombre había muerto, dos más fallecieron después por las heridas y 17 resultaron heridos. El barco había sido alcanzado quizás por 30 disparos. En el Covadonga, las cifras fueron 67 muertos, 84 heridos y 150 disparos recibidos. La carga del galeón consistía en 1 313 843 reales de a ocho y 35 682 onzas de plata.

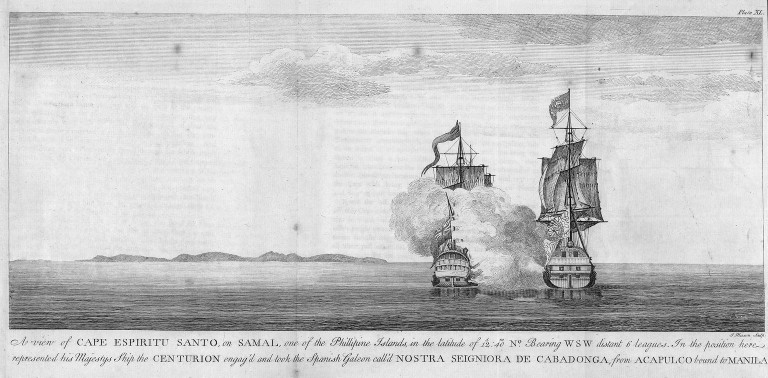
Lucha entre el HMS Centurion y el Covadonga.

Los españoles se habían enterado de la presencia de Anson en el Pacífico cuando recibieron noticias de Guam y, aunque el capitán portugués propuso una ruta alternativa más larga camino de Manila, fue revocada por los oficiales españoles. Un comerciante de Cantón había enviado dos cartas al gobernador de Filipinas, la primera dando cuenta del terrible estado del HMS Centurion a su llegada, pero la segunda, señalando que el barco había sido reparado y expresando sospechas de que Anson podría tener el objetivo de interceptar el galeón. A pesar de ello, solo se hizo un esfuerzo a medias, enviando un barco de vigilancia que encalló, dejando el galeón sin protección. 
El galeón de 700 toneladas era más pequeño que el HMS Centurion, pero no estaba preparado para un ataque por sorpresa. Había 44 cañones a bordo, pero 12 de ellos estaban apartados. El resto eran solo de 6 a 12 libras y fueron montados en las cubiertas expuestas. Había también 28 cañones giratorios pero como los hombres del HMS Centurion no hicieron ningún intento de abordarles, fueron de poca ayuda y, en cualquier caso, aquellos manejándolos habrían sido abatidos por los tiradores o la metralla. 
Anson necesitaba alejarse lo más pronto posible en caso de que los barcos españoles apareciesen y decidió regresar a Macao. Envió a otros 40 hombres al galeón y por la noche, las reparaciones más urgentes se habían completado. Tres centenares de prisioneros fueron transferidos al HMS Centurion y metidos en la bodega con dos escotillas abiertas para proporcionar un poco de aire, pero con cuatro cañones giratorios apuntándolos para evitar fugas. Se les proporcionaba solamente una pinta de agua cada día y, aunque ninguno murió en el viaje a Macao, las condiciones abajo fueron terribles. 
Llegaron a Macao el 11 de julio.

## Vuelta a Cantón
La reaparición de Anson en China fue recibida con incredulidad y alarma, tanto por las autoridades chinas como por los comerciantes europeos. En su visita anterior, el HMS Centurion estaba claramente en peligro, pero ahora con el maltratado Covadonga a remolque, se confirmaron los temores de China de que estaba usando su puerto como base para la piratería o la guerra, mientras que los europeos temían que sus privilegios comerciales pudieran ser revocados y que la pérdida de la carga del galeón arruinaría el comercio con Manila. 
Al llegar a Macao, Anson envió a 60 o 70 presos a tierra antes de que los chinos detuvieran la descarga del resto y luego siguió a Cantón, con la intención esta vez de no dejarse engañar por los chinos. El mandarín a cargo de la fortaleza de Bocca Tigris subió a bordo, pero quedó intimidado por la artillería pesada de los barcos y en su lugar trató de persuadir a los pilotos contratados para que confundieran la nave a través de los bajíos. Al enterarse de esto, Anson amenazó con colgar a uno de ellos si el barco naufragaba. 
Una vez pasados los fuertes, el barco esperó el permiso para continuar aguas arriba. Anson ordenó que uno de los cañones pesados se disparase dos veces al día para recordar a todos que había un nuevo poder con el que tratar. Después de dos semanas y algunos políticos, el permiso llegó lo que le permitió llegar a Whampoa, a corta distancia de Cantón; la mayoría de los presos fueron puestos en botes que partieron para Macao. Fue capaz de garantizar provisiones frescas, pero los comerciantes no le ofertaron "provisiones del mar". Anson estaba ansioso de exponer su caso directamente ante el virrey y había emitido una petición a la llegada, pero se le dijo que esperara hasta después del verano. Anson envió un mensaje diciendo que llegaría el 1 de octubre, pero cuando estaban a punto de llegar un mensajero le dijo que el virrey quería posponer la reunión y luego vino otro mensajero más indicando que el virrey le había esperado todo el día y se sentía ofendido ya que Anson no se había presentado. 
Anson se invitó a sí mismo a quedarse en la factoría inglesa, en Cantón, que como las de otras naciones, estaba justo fuera de la muralla de la ciudad, en la orilla del río. A los extranjeros se les prohibía entrar en la ciudad llevando armas de fuego y oficialmente solo se les permitía ponerse en contacto con los comerciantes de Hong. Al final de cada temporada comercial, tenían que dejar Macao o salir de China por completo. A pesar de que fue capaz de conseguir las provisiones que necesitaba, no pudo obtener el permiso para que las llevaran a la nave. El destino intervino y su tripulación se ganó el elogio por la lucha contra un gran incendio que se declaró en la ciudad. Una invitación para ver al virrey el 30 de noviembre llegó poco después. 
Fue una ocasión marcada por una gran ceremonia, Anson señaló, a través de un intérprete, los muchos intentos que había hecho para conseguir una audiencia a través de intermediarios, pero ya que no habían sido sinceros, había sido obligado a enviar a un oficial a la puerta de la ciudad con una carta para ser entregada directamente al virrey. El virrey le aseguró que esa carta era de hecho la primera vez que había sido informado de la llegada de Anson. Anson le explicó entonces que la buena temporada para regresar a Europa había llegado, que las disposiciones estaban listas y que solo necesitaba la aprobación del virrey. Ésta fue inmediatamente dada. No se hizo ninguna mención de las tasas portuarias no remuneradas y Anson creó un precedente, pero cuando el siguiente barco de guerra británico entró en Cantón en 1764, se pagaron los derechos normales.

## Regreso a Inglaterra
El 7 de diciembre de 1743 partieron de Cantón, haciendo escala en Macao, vendiendo el galeón, con grandes descuentos, en £ 6000, lo que permitió al HMS Centurion partir el día 15. Anson estaba ansioso por llegar a Inglaterra antes de que las noticias del tesoro que llevaba llegasen a Francia o España, para que no intentasen detenerlo. 
El barco se detuvo el 8 de enero en la isla de Prince, en el estrecho de Sunda, entre las islas indonesias de Sumatra y Java para provisionarse de agua potable y otros suministros y llegó a Ciudad del Cabo, cerca del cabo de Buena Esperanza, el 11 de marzo. Salieron el 3 de abril, después de contratar tripulación adicional y llegaron a casa, en Spithead, el 15 de junio de 1744, deslizándose entre la niebla y evitando a una escuadra francesa que cruzaba el canal de la Mancha.
De todos los embarcados en el HMS Centurion, el HMS Gloucester, el HMS Tryal y el Anna, solamente 188 lograron regresar. Junto con los supervivientes del HMS Severn, el HMS Pearl y el HMS Wager, unos 500 habían sobrevivido de los 1900 originales que habían salido en septiembre de 1740, todos, salvo un puñado, fallecidos por enfermedad o hambre.
Anson se convirtió en una celebridad a su regreso y fue invitado a un encuentro con el rey. Cuando el tesoro fue paseado por las calles de Londres, fue recibido por grandes multitudes. 
Las disputas por el dinero del botín terminaron en los tribunales y enfrentaron a los oficiales entre sí. La cuestión principal era el estatus de los oficiales del HMS Gloucester y del HMS Tryal una vez que llegaron a bordo del HMS Centurion, ya que Anson no les había promovido formalmente a oficiales del barco insignia. Según el reglamento del Almirantazgo, habían perdido su rango y de manera efectiva eran marinos normales, pero parece evidente que sin la transferencia de esos oficiales experimentados, el HMS Centurion no hubiera sobrevivido en el Pacífico ni hubiese sido capaz de capturar al galeón español. La diferencia para un oficial era recibir £ 500 o £ 6000, y aunque los tribunales decidieron inicialmente en favor de los oficiales del HMS Gloucester y el HMS Tryal, perdieron en la apelación, una decisión que podría haberse visto influida por la victoria del ya entonces almirante Anson sobre la flota francesa en la batalla del Cabo Finisterre.
A Anson le correspondieron tres octavos del botín a distribuir del Covadonga que según una estimación llegaron a £ 91 000 en comparación con los £ 719 que hubiera ganado como capitán durante un viaje de 3 años y 9 meses. En contraste, un marinero habría recibido unas £ 300, que corresponderían al salario de unos 20 años enrolados.

## Consecuencias
Anson fue comparado con Francis Drake y fue promovido en consonancia, llegando a ser Primer Lord del Almirantazgo, en 1751, y ayudó en las carreras de muchos de los oficiales que navegaron con él. Inmediatamente después de su regreso, sin embargo, Anson recomendó la promoción de Philip Saumarez y Peircy Brett, pero después de que el Almirantazgo se negase a confirmar a Brett, Anson declinó su propia promoción. 
Como resultado directo de la situación jurídica ambigua después del naufragio del HMS Wager, el régimen fue modificado para dar a los capitanes autoridad continua sobre su tripulación y se determinó que las tripulaciones continuarían siendo pagadas. Del mismo modo, dado que Anson había sentido la necesidad de impresionar a los mandarines que subieron a bordo de su barco y para distinguir a sus tripulaciones de las de los barcos mercantes, se introdujeron los uniformes navales. Anteriormente, los oficiales y marineros vestían sus propios ropas. 
El regreso de la expedición de Anson aumentó el interés en el Pacífico como objeto del comercio británico y del poder imperial, pero dadas las condiciones traicioneras del cabo de Hornos y el dominio español en América del Sur, había esperanza de encontrar una ruta alternativa al Pacífico a través de un paso del Noroeste en la parte septentrional de América del Norte. Una expedición, al mando de Christopher Middleton, se había montado mientras Anson estaba ausente, pero había sido bloqueada por el hielo. El gobierno ofreció 20 000 libras esterlinas para cualquier persona que pudiera encontrar una ruta navegable, pero una expedición privada de Moor y Smith, en 1746-47, asimismo volvió con las manos vacías. 
Anson presionó para seguir con las expediciones de descubrimiento después de haber alcanzado la paz con España, pero las relaciones entre ambos países eran delicadas y los viajes fueron cancelados por temor a provocar una disputa mayor. 
Aunque varios diarios privados del viaje se habían publicado ya, la versión oficial de los hechos, A Voyage Around the World by George Anson [Un viaje alrededor del mundo por George Anson] fue esperada con ansia (versión abreviada ). Así como el detalle de las aventuras de la expedición, contenía gran cantidad de información útil para futuros navegantes y con 42 cartas detalladas y grabados, la mayoría basados en dibujos de Piercy Brett, sentó las bases para posteriores expediciones de investigación científica, como las del capitán Cook y otros. Las cartas españolas incautadas en el Covadonga añadieron muchas islas a las que los británicos conocían en el Pacífico, y algunas de esas islas en el Pacífico Norte occidental se conocen ahora como archipiélago Anson.
Dadas las pérdidas terribles por el escorbuto, es sorprendente que no se abriera una investigación oficial sobre sus causas y posibles curas. Que podría ser curado era evidente por las mejoras rápidas mostradas por los hombres de Anson después de alcanzar tanto las islas de Juan Fernández como Tinian. Extraoficialmente, James Lind realizó su propia investigación en el Salisbury en 1747. Trabajando con doce víctimas, las separó en seis pares e intentó algo diferente con cada par: la pareja que recibió naranjas y limones mostró un cambio positivo dramático, pero pasarían otros 50 años antes de que se aceptaron las recomendaciones de Lind. 
La expedición También capacitó a algunos de los mejores comandantes navales de la generación, incluyendo a Augustus Keppel y John Campbell. 
El último sobreviviente conocido de los que habían acompañado a Lord Anson fue Joseph Allen, que había sido cirujano en el viaje, y más tarde se convirtió en maestro en el Dulwich College. Murió el 10 de enero de 1796 a los ochenta y tres años.
Las palabras finales del relato autorizado:

Así se terminó esta expedición, que había durado tres años y nueve meses, después de haber, en su caso, fuertemente manifestado esta verdad importante: que aunque la prudencia, audacia y perseverancia unidas no están exentas frente a los golpes de fortuna adversos, sin embargo, en una larga serie de transaciones suelen manifestar su poder, y al final rara vez dejan de tener éxito.
Thus was this expedition finished, when it had lasted three years and nine months, after having, by its event, strongly evinced this important truth: That though prudence, intrepidity, and perseverance united are not exempted from the blows of adverse fortune, yet in a long series of transactions they usually rise superior to its power, and in the end rarely fail of proving successful.

## Memorias del viaje
La versión oficial del viaje es la del capellán Richard Walter, si bien bajo la dirección del almirante, a diferencia de la de la del padre del poeta Lord Byron, que fue traducida en Santiago de Chile por José Valenzuela en 1901. También nos quedan los diarios de otros participantes de la expedición: Mitchell, Saumarez, Millechamp y Thomas, aparte del apócrifo Philips. Pero, a pesar del valor extraordinario de estas obras, especialmente de la de Byron y Thomas, es la tenida por oficial la que más ha atraído la atención, y la que ha sido objeto de traducciones al español, concretamente las de José Antonio de Aguirre y la de Lorenzo de Alemany, de 1833. No se añade la de Espuela de Plata porque, aunque no lo indica la cubierta, no es sino la traducción de 1833 con nuevos errores.